# Ante Fulgosi
Ante Fulgosi (Rijeka, 1932. – 2005.), hrvatski psiholog. 
Radio je kao profesor na Odsjeku za psihologiju Filozofskog fakulteta u Zagrebu. Jedan je od utemeljitelja suvremene psihologije ličnosti u Hrvatskoj, a dao je i značajne doprinose statističkim metodama i istraživanjima u psihologiji.